# Joaquín Soriano
Joaquín Ángel Soriano Villanueva (León, 1941) est un pianiste espagnol. 
Joaquín Soriano est un musicien spécialisé dans la musique espagnole pour piano qu'il a diffusée à travers le monde. Il est professeur de piano au Conservatoire royal de Madrid depuis 1972 et a reçu différents prix et reconnaissances, parmi lesquelles la Médaille d'Or des Arts, le l'Ordre des Arts et des Lettres en France et la Médaille de la ville de Paris ainsi que le Mérite de la République de Lituanie. Il appartient à l'Académie de Beaux-Arts de San Fernando et est membre de l'Institut d'Espagne. Pour son constant labeur à la diffusion de la musique espagnole, il est nommé au prix du prince des Asturies pour sa 31e édition, en 2011.

## Biographie
Joaquín Soriano Villanueva est né en janvier de l'an 1941 dans la localité de Corbón del Sil, dans la Province de León en Castille-et-León. 
Il commence ses études musicales avec Magenti en Valence, puis il se rend à Paris pour travailler au Conservatoire où il a pour professeurs à Vlado Perlemuter et Marcelle Heuclin. Il se perfectionne plus a tard à Vienne avec Alfred Brendel.
Joaquín Soriano acquiert une reconnaissance internationale lorsque gagne divers concours internationaux de renom en Italie, avec le concours Viotti à Verceil en 1965 (premier prix), Casella à Naples et le Concours Jaén (1966) en Espagne (deuxième prix),.
Il se produit avec des orchestres du monde entier : la Philharmonie d'Israël, l'Orchestre national d'Espagne, la RAI en Italie, l'orchestre de l'ORTF en France, le Gürzenich en Allemagne, l'Orchestre symphonique de Londres, l'English Chamber Orchestra, le Royal Philharmonic, le Hallé de Manchester, la Camerata de Lausanne, la Camerata de Varsovie et le New York Chamber, mais également au Mexique, Dallas, avec le Colón de Buenos Aires, etc. Il a joué dans les grandes salles de concerts et les festivals, notamment à Grenade, Santander, Menton, Annecy, Montpellier, Saintes, Kavala, Saint-Pétersbourg, Brisbane, etc.
En 1978, il fonde le trio « Madrid », avec Pedro León au violon et Pedro Corostola au violoncelle. Deux ans après, il est nommé professeur de piano au Conservatoire de Madrid.
En novembre de 1988, il entre à l'Académie royale des beaux-arts Saint-Ferdinand, avec un discours sur Chopin en Espagne. Un hiver à Majorque.
En 2005, commence sa collaboration avec Eutherpe où il est nommé vice-président en 2009. Il est aussi directeur artistique du Concours international de piano José Iturbi, à Valence.
En avril de 2011, l'académie Incontri col Maestro d'Imola en l'Italie, le présente pour le prix prince des Asturies dans sa 31e édition pour son labeur de diffusion de la musique espagnole dans le monde.